# Delū Zahrā
Delū Zahrā (persiska: Dālū Zahrā, دلو زهرا) är en ort i Iran.   Den ligger i provinsen Khuzestan, i den centrala delen av landet, 500 km söder om huvudstaden Teheran. Delū Zahrā ligger 835 meter över havet och antalet invånare är 106.
Terrängen runt Delū Zahrā är varierad.Runt Delū Zahrā är det ganska tätbefolkat, med 60 invånare per kvadratkilometer. Närmaste större samhälle är Eshkaft-e Jāmūshī, 4,4 km sydväst om Delū Zahrā. Omgivningarna runt Delū Zahrā är i huvudsak ett öppet busklandskap.